# Nhôm nicotinat
Nhôm nicotine là một dẫn xuất niacin được sử dụng như một tác nhân hạ đường huyết.